# Ribeira Chã
Ribeira Chã ist eine portugiesische Ortschaft und Gemeinde auf der Azoren-Insel São Miguel.

## Geschichte
Die erste Aufzeichnung über die Besiedlung des heutigen Gemeindegebiets stammt aus dem Jahr 1637. Seine erste Grundschule erhielt der Ort 1879.
Ribeira Chã gehörte zur Gemeinde Água de Pau, bis es im Jahr 1966 zur eigenständigen Gemeinde wurde.

## Verwaltung
Ribeira Chã ist eine Gemeinde (Freguesia) im Kreis (Concelho) von Lagoa, auf den Azoren. In ihr leben 365 Einwohner (Stand 19. April 2021).
Die Gemeinde besteht nur aus dem namensgebenden Ort.